# Kid A
Kid A är ett studioalbum av det brittiska alternativa rockbandet Radiohead, utgivet i oktober 2000.

## Låtlista
Alla låtar är skrivna och komponerade av Radiohead (Colin Greenwood, Ed O'Brien, Jonny Greenwood, Philip Selway, Thom Yorke) där inte annat anges. 
| Nr           | Titel | Längd |
| ------------ | --- | ----- |
| 1.           | Everything in Its Right Place | 4:11  |
| 2.           | Kid A | 4:44  |
| 3.           | The National Anthem | 5:51  |
| 4.           | How to Disappear Completely | 5:56  |
| 5.           | Treefingers | 3:42  |
| 6.           | Optimistic | 5:15  |
| 7.           | In Limbo | 3:31  |
| 8.           | Idioteque (Radiohead, Paul Lansky, Arthur Kreiger)                                                                                         | 5:09  |
| 9.           | Morning Bell | 4:35  |
| 10.          | Motion Picture Soundtrack (låten slutar vid 3:17; inkluderar ett dolt spår från 4:17 till 5:12, följt av 1 minut och 44 sekunders tystnad) | 7:00  |
| Total längd: | Total längd: | 49:56 |